# Paradijsvogels
Paradijsvogels (Paradisaeidae) zijn een familie van vogels uit de orde zangvogels, die vrijwel beperkt is tot Nieuw-Guinea en omringende eilanden, en het noordoosten van Australië. Enkele soorten komen ook op de Molukken voor. De paradijsvogels zijn uitgedost met zeer weelderige veren. Dit is het resultaat van seksuele selectie wat mogelijk was door het ontbreken van natuurlijke vijanden.

## Beschrijving
Het zijn stevig gebouwde vogels met een vrij zware snavel en krachtige poten en tenen. Zij variëren in grootte van die van een spreeuw tot die van een kraai, maar sommige soorten lijken aanmerkelijk groter vanwege de verlengde flank- en staartveren. De bruine sikkelsnavel (Epimachus meyeri) meet totaal 97–100 cm, maar daarvan komt een groot deel voor rekening van de staart. De mannetjes van de meeste soorten zijn felgekleurd en getooid met sluiers, capes, waaiers en dergelijke. Deze zijn polygaam. Bij de minder opvallende soorten hebben mannetje en vrouwtje een vrijwel eender verenpak. Deze zijn veelal monogaam.

### Leefwijze
Bij de monogame soorten helpt het mannetje met de verzorging van het kroost. De polygame toeans hebben wel wat anders aan hun hoofd. Het zijn allen standvogels die in de bossen leven. Een bepaalde groep, de sikkelsnavels (geslachten Drepanornis en Epimachus hebben opmerkelijke lange gebogen snavels, waarmee ze diertjes tussen het gebladerte of uit openingen in schors e.d. tevoorschijn halen. Vruchten vormen het basismenu, maar ook bessen, zaden, insecten, andere ongewervelde kleine dieren, kikkers en kleine reptielen worden wel gegeten. De nesten van de meeste soorten zijn komvormig en worden bij de polygame soorten alleen door de vrouwtjes gebouwd, die ook voor de rest zorgen: het uitbroeden van de eieren, het grootbrengen van de jongen en de 'nazorg'. Alleen de koningsparadijsvogel nestelt in boomholten.
De bruine paradijskraai komt voor op de Molukken en de Wallace' paradijsvogel is bekend van Batjan en Halmahera (Noord-Molukken). De mannetjes van tal van soorten zijn bekend om hun uitbundige verenkleed, met vaak lange, felgekleurde veren. De mannetjes proberen met dit verenkleed en vaak ingewikkeld baltsgedrag indruk te maken op de veel minder opvallende vrouwtjes.

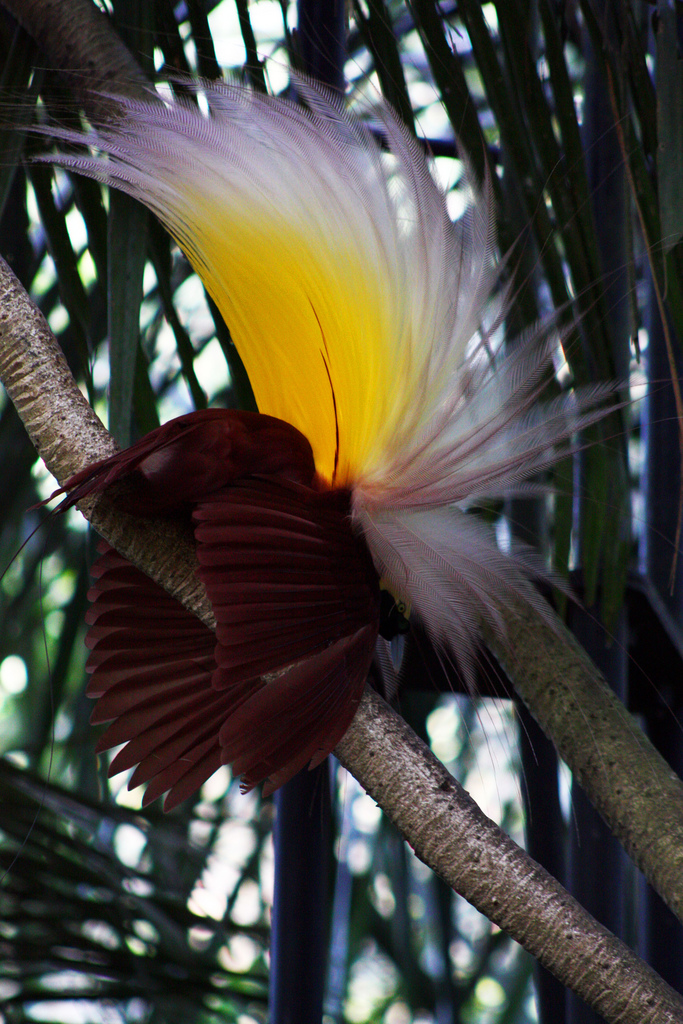
Grote paradijsvogel (Paradisaea apoda)
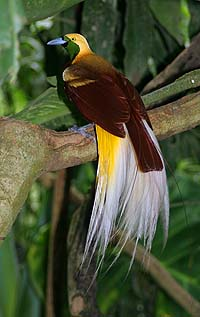
Kleine paradijsvogel (Paradisaea minor)
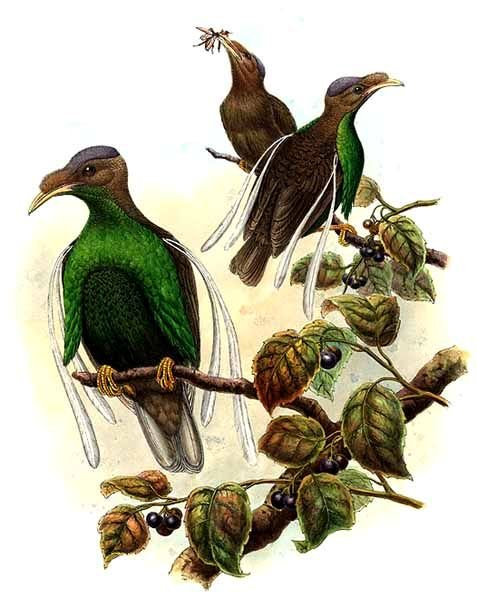
Wallace' paradijsvogel (Semioptera wallacei)
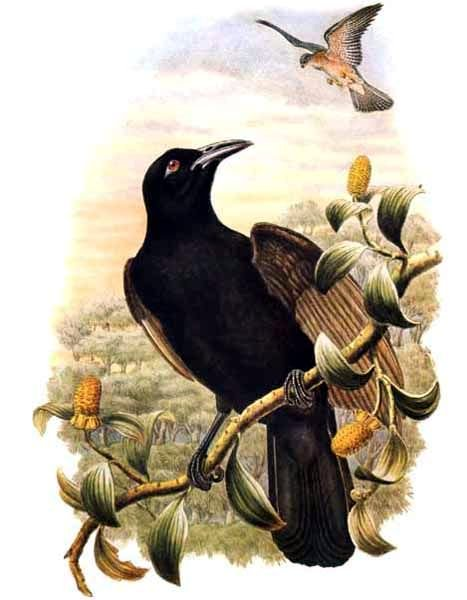
Bruine paradijskraai (Lycocorax pyrrhopterus)
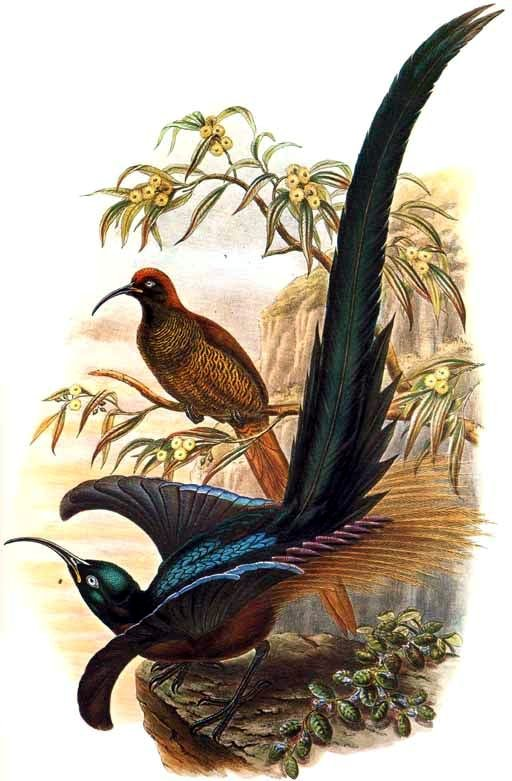
Bruine sikkelsnavel (Epimachus meyeri)

## Natuurbescherming
Alle soorten van de familie paradijsvogels zijn beschermd volgens de overeenkomst inzake de internationale handel in bedreigde soorten wilde dieren en planten (CITES). Dit wil zeggen dat handel in deze vogels niet is toegestaan.
Volgens de IUCN staan er tien soorten (van de 43) op de rode lijst. Drie soorten, de zwarte sikkelsnavel, de blauwe paradijsvogel en de Huonparotia zijn kwetsbaar. Zeven soorten zijn gevoelig: lintstaartastrapia, Wilsons paradijsvogel, Bruijns sikkelsnavel, langstaartparadigalla, Goldie's paradijsvogel, Keizer Wilhelms paradijsvogel en rode paradijsvogel.

## Kruisingen tussen soorten
Paradijsvogels kunnen onderling bastaards vormen. Er zijn minstens 25 kruisingen tussen soorten beschreven. Vaak werden deze vogels niet als bastaards maar als nieuwe soort beschouwd en beschreven en pas tientallen jaren later als bastaard "ontmaskerd". Voorbeelden hiervan zijn:
1. de Koning Willem III paradijsvogel die op de Internationale Koloniale en Uitvoerhandel Tentoonstelling in Amsterdam was te zien als nieuw ontdekte soort.
2. de wilhelminaparadijsvogel die in 1894 werd beschreven en later een hybride bleek tussen de kraagparadijsvogel (Lophorina superba) en de geelkraagparadijsvogel (Diphyllodes magnificus). De vogel is vernoemd naar de echtgenote van de Duitse antropoloog en natuuronderzoeker Adolf Bernhard Meyer.

## Taxonomie
De paradijsvogels vormen een eigen familie binnen de clade Corvida en de superfamilie Corvoidea, een grote clade waartoe ook de kraaiachtigen behoren, maar ook heel veel andere middelgrote vogelsoorten uit het gebied van Australië en Nieuw-Guinea.
Jarenlang werden de paradijsvogels beschouwd als de naaste verwanten van de prieelvogels (Ptilonorhynchidae). Volgens moderne inzichten behoren de prieelvogels weliswaar tot de eigenlijke zangvogels (de osicnes), maar is plaatsing in de clade Corvida (dus zeker niet de superfamilie Corvoidea) omstreden. Ook de familie van de satijnvogels (Cnemophilidae) bleek uit onderzoek van na 2000 veel minder verwant aan de paradijsvogels, zij staan nu in een aparte familie. Hetzelfde geldt voor de zogenaamde brilparadijsvogel (Macgregoria pulchra) die ook veel verdere verwant is en nu is ingedeeld in de superfamilie Meliphagoidea (honingeters). Zowel de satijnvogels als de brilparadijsvogel behoren niet eens meer tot de clade Corvida.
Als naaste verwanten van de paradijsvogels worden nu de families van de kraaiachtigen (Corvidae) en de Australische slijknestkraaien (Corcoracidae) beschouwd.
Uit een onderzoek gepubliceerd in 2009 naar het mitochondriaal DNA van alle soorten bleek dat deze familie 24 miljoen jaar geleden is afgesplitst, veel vroeger dan eerder aangenomen. Binnen de families werden vijf subclades onderscheiden. Eerst splitsen de monogame soorten van het geslacht Manucodia af, vervolgens de geslachten Parotia en Pteridophora waarop een clade volgt met de geslachten Seleucidis, Drepanornis, Semioptera, Ptiloris en Lophorina. De vierde clade omvat de geslachten Epimachus, Paradigalla en Astrapia en ten slotte is er de clade met de geslachten Cicinnurus, Diphyllodes en Paradisaea.

### Lijst van geslachten
De familie van de paradijsvogels telt 45 soorten in 17 geslachten:
- Geslacht Astrapia (5 soorten astrapia's)
- Geslacht Cicinnurus (1 soort: koningsparadijsvogel)
- Geslacht Diphyllodes (2 soorten paradijsvogels)
- Geslacht Drepanornis (2 soorten sikkelsnavels)
- Geslacht Epimachus (2 soorten sikkelsnavels)
- Geslacht Lophorina (3 soorten kraagparadijsvogels)
- Geslacht Lycocorax (2 soorten paradijskraaien)
- Geslacht Manucodia (5 soorten paradijskraaien)
- Geslacht Paradigalla (2 soorten paradigalla's)
- Geslacht Paradisaea (6 soorten paradijsvogels)
- Geslacht Paradisornis (1 soort: blauwe paradijsvogel)
- Geslacht Parotia (6 soorten parotia's)
- Geslacht Phonygammus (1 soort: trompetparadijskraai)
- Geslacht Pteridophora (1 soort: wimpeldrager)
- Geslacht Ptiloris (4 soorten geweervogels)
- Geslacht Seleucidis (1 soort: twaalfdradige paradijshop)
- Geslacht Semioptera (1 soort: Wallace' paradijsvogel)

## Symboolfunctie en folklore

Vlag van Papoea-Nieuw-Guinea

Bewoners van Nieuw-Guinea gebruikten de veren vaak ter verfraaiing van hoofdtooien. De paradijsvogel geldt in Nieuw-Guinea als een nationaal of provinciaal symbool. In de bij Indonesië behorende provincie Papoea is dat de kleine paradijsvogel (Paradisaea minor) met gele staart, in Papoea-Nieuw-Guinea vooral Raggi's paradijsvogel (Paradisaea raggiana), met bruinrode staart.

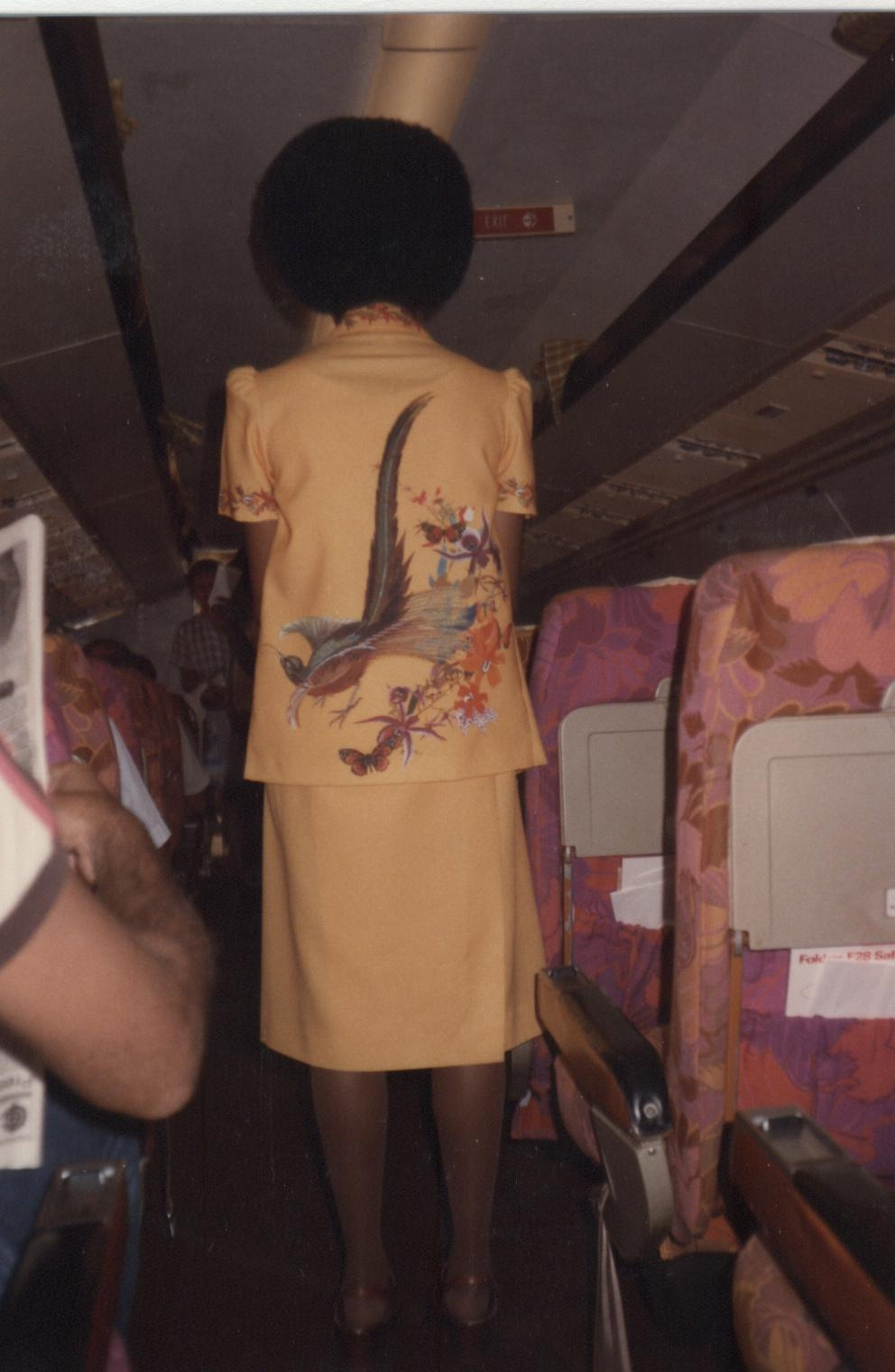
Uniform stewardess Air Niugini (in 1984) met afbeelding van de bruine sikkelsnavel (Epimachus meyeri).

De Maleise naam voor paradijsvogel Cenderawasih wordt in Nieuw-Guinea nogal eens toegekend aan plaatsen, landstreken en instanties. Raggi's paradijsvogel staat afgebeeld op de nationale vlag van Papoea-Nieuw-Guinea, en is ook het symbool van de nationale luchtvaartmaatschappij Air Niugini.

### Trivia
- De handel in paradijsvogels is een belangrijk onderwerp in het Suske en Wiske-verhaal De vogels der goden.
- de naam "Paradijsvogel" wordt ook figuurlijk gebruikt voor personen met een kleurrijke of exotische persoonlijkheid: kleurrijk en exotisch als de paradijsvogel. De paradijsvogel is dan het tegendeel van de grijze mu(i)s[5][6]
- Een televisieprogramma van de AVRO over mensen met een excentrieke of bijzondere levenswijze had de titel Paradijsvogels.
- In het kinderprogramma "De Fabeltjeskrant" komt ook een paradijsvogel voor: Isadora. Dit is in werkelijkheid echter een artiestennaam van Doortje Spreeuw.

Acanthisittidae (Rotswinterkoningen) · Acanthizidae (Australische zangers) · Acrocephalidae (Rietzangers) · Aegithalidae (Staartmezen) · Aegithinidae (Iora's) · Alaudidae (Leeuweriken) · Alcippeidae (Alcippes) · Artamidae (Spitsvogels) ·  Atrichornithidae (Doornkruipers) · Bernieridae (Madagaskarzangers) · Bombycillidae (Pestvogels) · Buphagidae (Ossenpikkers) · Calcariidae (IJsgorzen) · Callaeidae (Nieuw-Zeelandse lelvogels) · Calyptomenidae (Afrikaanse breedbekken) · Calyptophilidae (Tapuittangaren) · Campephagidae (Rupsvogels) · Cardinalidae (Kardinaalachtigen) · Certhiidae (Echte boomkruipers) · Cettiidae (Struikzangers) · Chaetopidae (Rotsspringers) · Chloropseidae (Bladvogels) · Cinclidae (Waterspreeuwen) · Cinclosomatidae (Kwartellijsters) · Cisticolidae (Graszangers) · Climacteridae (Australische kruipers) · Cnemophilidae (Satijnvogels) · Conopophagidae (Muggeneters) · Corcoracidae (Slijknestkraaien) · Corvidae (Kraaien) · Cotingidae (Cotinga's) · Dasyornithidae (Borstelvogels) · Dicaeidae (Bastaardhoningvogels) · Dicruridae (Drongo's) · Donacobiidae (Zwartkopdonacobius) · Dulidae (Palmtapuiten) · Elachuridae (Elachura) · Emberizidae (Gorzen) · Erythrocercidae (Elfmonarchen) · Estrildidae (Prachtvinken) · Eulacestomatidae (Leldikkop) · Eupetidae (Ralbabbelaars) · Eurylaimidae (Breedbekken en hapvogels) · Falcunculidae (Harlekijndikkoppen) · Formicariidae (Mierlijsters) · Fringillidae (Vinkachtigen) · Furnariidae (Ovenvogels) · Grallariidae (Mierpitta's) · Hirundinidae (Zwaluwen) · Hyliidae (Hylia's) · Hyliotidae (Hyliota's) · Hylocitreidae (Bessendikkop) · Hypocoliidae (Zijdestaarten) · Icteridae (Troepialen) · Icteriidae (Geelborstzanger) · Ifritidae (Ifrita) · Irenidae (Irena's) · Laniidae (Klauwieren) · Leiothrichidae (Babbelaars) · Locustellidae (Sprinkhaanzangers) · Machaerirhynchidae (Bootsnavels) · Macrosphenidae (Afrikaanse zangers) · Malaconotidae (Bosklauwieren) · Maluridae (Elfjes)    · Melampittidae (Paradijspitta's) · Melanocharitidae (Bessenpikkers) · Melanopareiidae (Maansluipers) · Meliphagidae (Honingeters) · Menuridae (Liervogels) · Mimidae (Spotlijsters) · Mitrospingidae (Mitrospingustangaren) · Modulatricidae (Vlekkeellijsters) · Mohoidae (O'o's) · Mohouidae (Mohoua's) · Monarchidae (Monarchen) · Motacillidae (Kwikstaarten en piepers) · Muscicapidae (Vliegenvangers) · Nectariniidae (Honingzuigers) · Neosittidae (Boomlopers) · Nesospingidae (Puertoricaanse tangare) ·  Nicatoridae (Nicators) · Notiomystidae (Hihi) · Onychorhynchidae (Kroontirannen) ·  Oreoicidae (Oreoica's) · Oriolidae (Wielewalen en vijgvogels) · Orthonychidae (Stronklopers) · Oxyruncidae (Scherpsnavel) ·  Pachycephalidae (Dikkoppen en fluiters) · Panuridae (Baardmannetje) · Paradisaeidae (Paradijsvogels) · Paradoxornithidae (Diksnavelmezen) · Paramythiidae (Prachtbessenpikkers) · Pardalotidae (Diamantvogels) · Paridae (Mezen) · Parulidae (Amerikaanse zangers) · Passerellidae (Amerikaanse gorzen) · Passeridae (Mussen) · Pellorneidae (Grondtimalia's) · Petroicidae (Australische vliegenvangers) · Peucedramidae (Oranjekopzanger) · Phaenicophilidae (Hispaniolatangaren) · Philepittidae (Asities) · Phylloscopidae (Boszangers) · Picathartidae (Kaalkopkraaien) · Pipridae (Manakins) · Pittidae (Pitta's) · Pityriasidae (Borstelkop) · Platylophidae (Maleise kuifgaai) · Platysteiridae (Lelvliegenvangers) · Ploceidae (Wevers en verwanten) · Pnoepygidae (Pnoepyga's) · Polioptilidae (Muggenvangers) · Pomatostomidae (Australaziatische babbelaars) · Promeropidae (Afrikaanse suikervogels) · Prunellidae (Heggenmussen) · Psophodidae (Zwiepfluiters) · Ptiliogonatidae (Zijdevliegenvangers) · Ptilonorhynchidae (Prieelvogels) · Pycnonotidae (Buulbuuls) · Regulidae (Goudhaantjes) · Remizidae (Buidelmezen) · Rhagologidae (Geschubde dikkop) · Rhinocryptidae (Tapaculo's) · Rhipiduridae (Waaierstaarten) · Rhodinocichlidae (Troepiaaltangare) · Salpornithidae (Gevlekte boomkruipers) · Sapayoidae (Breedbekmanakin) · Scotocercidae (Maquiszanger) · Sittidae (Boomklevers) · Spindalidae (Spindalissen) · Stenostiridae (Elfvliegenvangers) · Sturnidae (Spreeuwen) · Sylviidae (Grasmussen) · Teretistridae (Cubaanse zangers) · Thamnophilidae (Miervogels) · Thraupidae (Tangaren) · Tichodromidae (Rotskruiper) · Timaliidae (Timalia's) · Tityridae (Tityra's) · Troglodytidae (Winterkoningen) · Turdidae (Lijsters) · Tyrannidae (Tirannen) · Urocynchramidae (Przewalski's roodmus) · Vangidae (Vanga's) · Viduidae (Wida's) · Vireonidae (Vireo's) · Zeledoniidae (Zeledonia) · Zosteropidae (Brilvogels)